# Mănăstirea Ulmu
Mănăstirea Ulmu este o mănăstire de maici amplasată în partea centrală a Republicii Moldova lângă localitatea Ulmu din raionul Ialoveni, la o depărtare de 35 km vest de Chișinău.
Mănăstirea a fost fondată în 2004 și aparține de Mitropolia Basarabiei

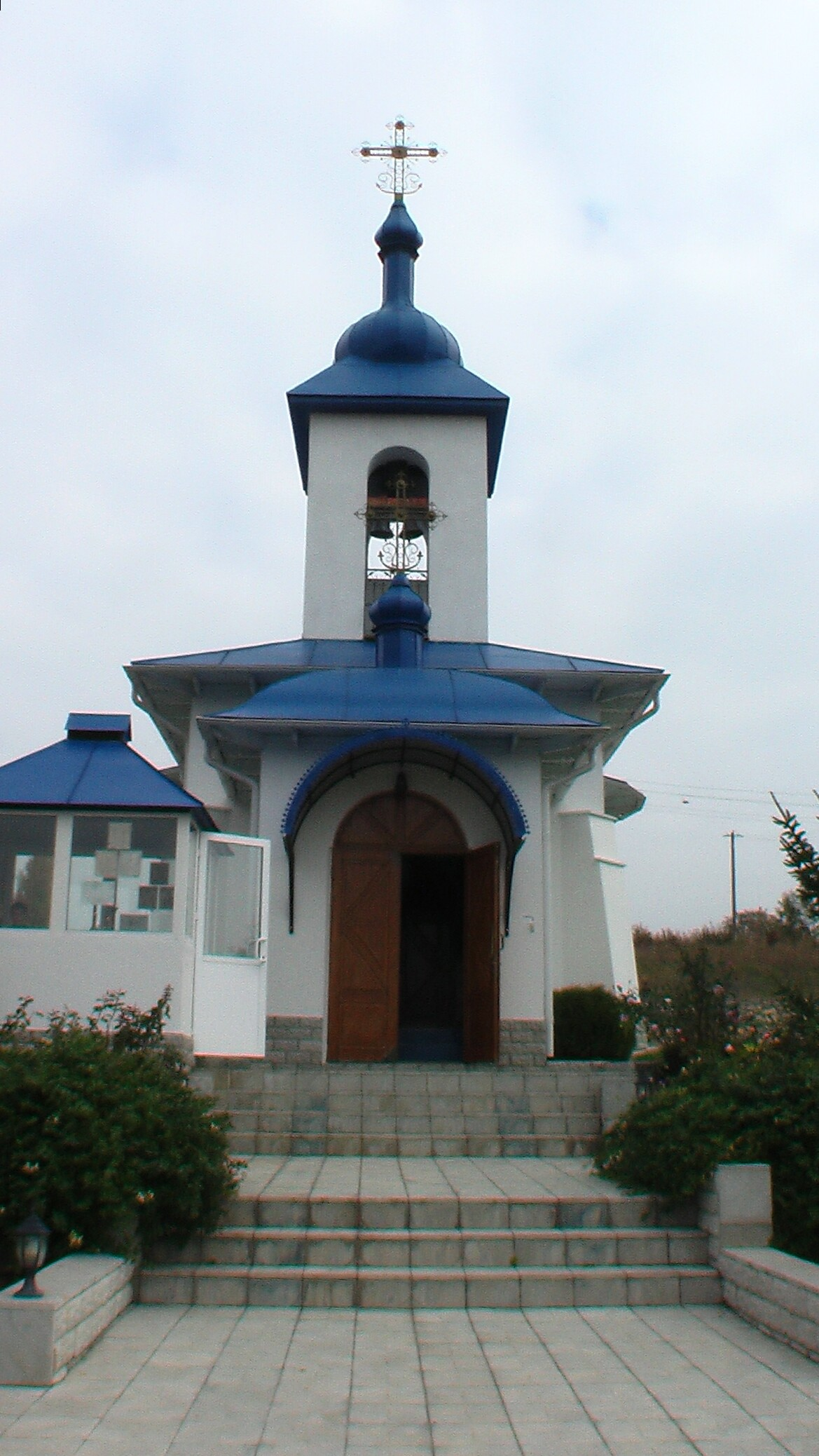

## Vezi și
- Lista mănăstirilor din Republica Moldova

## Legături externe
- Sfântul Teodor Tiron – prăznuit la Mănăstirea Ulmu Arhivat în 3 aprilie 2015, la Wayback Machine. pe mitropoliabasarabiei.md
- Sfinta Teodora - Hramul Mănăstirii Ulmu